# 2353 Alva
2353 Alva è un asteroide della fascia principale. Scoperto nel 1975, presenta un'orbita caratterizzata da un semiasse maggiore pari a 2,8061141 UA e da un'eccentricità di 0,1129616, inclinata di 4,79445° rispetto all'eclittica.